# Regimiento n.º 6 de Dragones

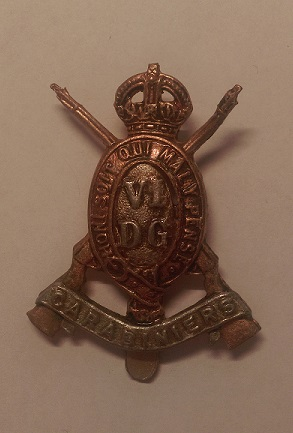
Insignia del regimiento Nº6 de dragones

El Regimiento n.º 6 de Dragones o de Carabineros (Carabiniers, 6th Dragoon Guards), fue un regimiento de caballería del Ejército Británico.

## Historia
Se originó en el 9.º de caballería (Ninth Horse), creado con motivo de la rebelión del duque de Monmouth en 1685, primer año del reinado del rey Jacobo II de Inglaterra, y puesto al mando de Richard Lumley, 1.º Earl de Scarbrough, 2.º Vizconde Lumley de Waterford, por lo que de acuerdo a la tradición de la época era conocido como el regimiento de caballería de Lord Lumley (Lord Lumley's Horse). Al poco tiempo, Lumley solicitó a la reina viuda (Queen Dowager, reina consorte viuda) Catalina Enriqueta de Braganza que autorizara a renombrarlo The Queen Dowager's Horse, lo que fue concedido.  
En 1691 el regimiento se destacó durante la campaña irlandesa del rey Guillermo III de Inglaterra, a resultas de lo cual fue estacionado en Londres y renombrado Carabineros del Rey (The King's Carabiniers).
El regimiento participó de la represión de la rebelión de Carlos III de Inglaterra y Escocia en 1745-1746. Compuesto enteramente por irlandeses protestantes fue redenominado como regimiento n.º 3 de caballería irlandesa (Third Irish Horse), pese a lo cual continuó siendo llamado los Carabineros. 
En 1788 durante la reorganización del ejército fue designado como n.º 6 de Dragones, denominación que mantuvo por los siguientes 133 años. 
El regimiento participó de la derrota en las Invasiones Inglesas al Río de la Plata. Al mando del teniente coronel N. Kington luchó en el ataque del 5 de julio de 1807 a la ciudad de Buenos Aires. En la lucha, Kington fue herido de muerte. Tras la capitulación británica, el comandante del 6.º fue enterrado con honores militares en una ceremonia en la que participaron el comandante vencedor Santiago de Liniers, el Cabildo de Buenos Aires y numerosos vecinos y cuyos gastos fueron sufragados por uno de los batallones de milicias de la ciudad.
El 6° luchó posteriormente en las Guerras Napoleónicas, la Guerra de Independencia Española, la Guerra de Crimea y la Guerra Anglo-Bóer.
En 1906 formó parte de la Brigada de Caballería en el Durbar durante la visita del príncipe de Gales a Bangalore, en el cual recibió un nuevo estandarte. Durante la Primera Guerra Mundial luchó en la primera y Segunda Batalla de Ypres, en la Batalla del Somme, Arras y Longueval. 
Tras la guerra permaneció en Irlanda hasta 1922. En julio de ese año regresaron a Inglaterra y fueron estacionados en Aldershot, donde finalmente fueron unidos al 3.º de Dragones Príncipe de Gales (3rd Dragoon Guards, Prince of Wales), y redenominado 3º de Carabineros, Dragones de la Guardia del Príncipe de Gales (3rd Carabiniers, Prince of Wales's Dragoon Guards.